# Marcello Walton
Marcello Walton (* auf Großbritannien als Marcello Marascalchi) ist ein britisch-italienischer Theater- und Filmschauspieler sowie Stuntman und Stunt Coordinator.

## Leben
Walton wurde als Marcello Marascalchi auf Großbritannien geboren. Neben seiner Muttersprache Englisch spricht er fließend Italienisch und hat Kenntnisse in Spanisch und Französisch. 1988 machte er seinen Abschluss an der Academy of Live and Recorded Arts. Er absolvierte eine Ausbildung zum Schauspieler und Stuntman in London an der British Academy of Stage and Screen Combat.
Erste Besetzungen als Fernsehschauspieler erhielt Walton Anfang der 1990er Jahre in Serien wie The Case-Book of Sherlock Holmes und Kreuzzüge – Pilger in Waffen oder als Nebendarsteller im Film Dirty Old Town. 2001 spielte er im Film Intimacy die Rolle des Tom. Wenige Jahre später folgten Tätigkeiten als Stuntman und Stuntkoordinator in verschiedenen Filmproduktionen. Er hatte jeweils Nebenrollen in den Blockbustern Captain America: The First Avenger von 2011 und Interview with a Hitman von 2012 inne. In letzteren wirkte er auch als Stuntman mit. 2013 spielte er in Rush – Alles für den Sieg einen italienischen Journalisten. 2016 stellte er in Ben-Hur – Sklave Roms den Söldneranführer Atticus dar, dem es gelang, Ben Hur zu fangen. 2017 spielte er in Rise of the Footsoldier III – Die Pat Tate Story die Rolle des Luke.
Ein weiteres Standbein ist das Theaterschauspiel. Er war an Produktionen des York Theatre Royal und The Rose in Kingston beteiligt. Ab 2012 wirkte er verstärkt an Stücken der Royal Shakespeare Company mit. 2017 erschienen die Stücke Julius Caesar, Antony and Cleopatra und Titus Andronicus als Filme.

## Filmografie (Auswahl)

### Schauspiel
- 1993: The Case-Book of Sherlock Holmes (Fernsehserie, Episode 3x01)
- 1995: Kreuzzüge – Pilger in Waffen (Crusades – Pilgrims in Arms, Fernsehdokuserie, 2 Episoden)
- 1995: Dirty Old Town (Fernsehfilm)
- 1998: Peak Practice (Fernsehserie, Episode 6x13)
- 2000: My Hero (Fernsehserie, Episode 1x01)
- 2001: Intimacy
- 2002: Jesus the Curry King
- 2003: Ten Minutes (Kurzfilm)
- 2005: The Last Detective (Fernsehserie, Episode 3x02)
- 2005: Murder in Suburbia (Fernsehserie, Episode 2x03)
- 2007: The Bill (Fernsehserie, Episode 23x40)
- 2008: Macbeth’s Disciple (Kurzfilm)
- 2011: Captain America: The First Avenger
- 2012: Interview with a Hitman
- 2013: Rush – Alles für den Sieg (Rush)
- 2014: Dracula (Fernsehserie, Episode 1x10)
- 2014: Battle of Kings: Bannockburn (Dokumentation)
- 2016: Outlander (Fernsehserie, Episode 2x02)
- 2016: Ben-Hur – Sklave Roms (In the Name of Ben Hur)
- 2017: RSC Live: Julius Caesar
- 2017: RSC Live: Antony and Cleopatra
- 2017: RSC Live: Titus Andronicus
- 2017: Rise of the Footsoldier III – Die Pat Tate Story (Rise of the Footsoldier 3)
- 2023: Mission: Impossible – Dead Reckoning Teil Eins (Mission: Impossible – Dead Reckoning Part One)

### Stunts
- 2004: Bella and the Boys (Fernsehfilm)
- 2006: The Children’s Party at the Palace (Fernsehspecial)
- 2008: Macbeth’s Disciple (Kurzfilm)
- 2010: Geschichte made in Hollywood (The True Story, Fernsehdokuserie, Episode 3x05)
- 2012: Interview with a Hitman
- 2012: The Man Inside
- 2013: Harrigan
- 2015: The Four Warriors – Der finale Kampf (The Four Warriors)
- 2016: Ben-Hur – Sklave Roms (In the Name of Ben Hur)

## Theater (Auswahl)
- 2010: The Seagull, Regie: John Kazek, York Theatre Royal
- 2011: The 3 Musketeers, Regie:Francis Matthews, The Rose in Kingston
- 2011: Macbeth, Regie: Bill Buckhurst, The Globe
- 2012: The Heart Of Robin Hood, Regie: Gisli Orn Gardarsson, Royal Shakespeare Company
- 2015: Macbeth, Regie: Guy Retallack, Propeller
- 2017: Titus Andronicus, Regie: Blanche McIntyre, Royal Shakespeare Company
- 2017: Antony and Cleopatra, Regie: Iqbal Khan, Royal Shakespeare Company
- 2017: Julius Ceasar, Regie: Angus Young, Royal Shakespeare Company
- 2019–2020: The Talented Mr Ripley, Regie: Mark Leipacher, The Faction